# Джоши, Арун
Арун Джоши (хинди अरुण जोशी; англ. Arun Joshi; 1939, Варанаси, Уттар-Прадеш — 1993) — индийский писатель
.

## Биография
Родился в семье проректора Бенаресского индуистского университета в Варанаси, где провёл своё детство. Учился в учебных заведениях Индии и США. Вернувшись на родину, работал в текстильной промышленности. Был начальником отдела по найму и обучению.
Жил затворником и не стремился к публичности. Литературным творчеством занимался в свободное от работы время.
Автор ряда романов и сборников рассказов на английском языке.

## Избранные произведения
Романы
- The Foreigner, 1968
- The Strange Case of Billy Biswas, 1971
- The Apprentice, 1974
- The Last Labyrinth, 1981
- The City and the River, 1990

Рассказы
- The Survivor and Other Stories, 1975.
- The Only American From Our Village.

Другое
- Shri Ram: A Biography (в соавт.), 1968.
- Laia Shri Ram: A Study in Entrepreneurship and Industrial Management, 1975.

## Награды
- Sahitya Akademi Award (премия Литературной академии Индии, 1982)